# Mer (toponyme)
Pour les articles homonymes, voir Mer (homonymie).
 (juillet 2014).
Si vous disposez d'ouvrages ou d'articles de référence ou si vous connaissez des sites web de qualité traitant du thème abordé ici, merci de compléter l'article en donnant les références utiles à sa vérifiabilité et en les liant à la section « Notes et références ».

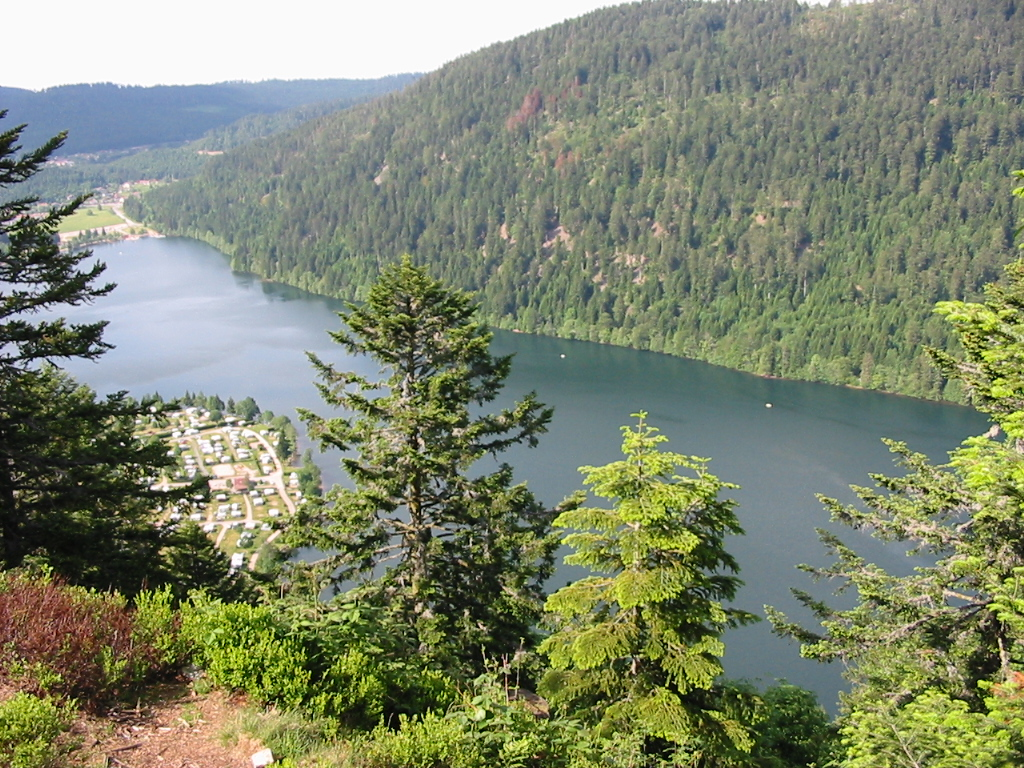
Lac de Longemer.

Une mer (prononcé en Lorraine [mɛ:ʁ]) est un lac dans les Hautes-Vosges en Lorraine. Par métonymie, le nom du lac donne celui du hameau ou du village. 

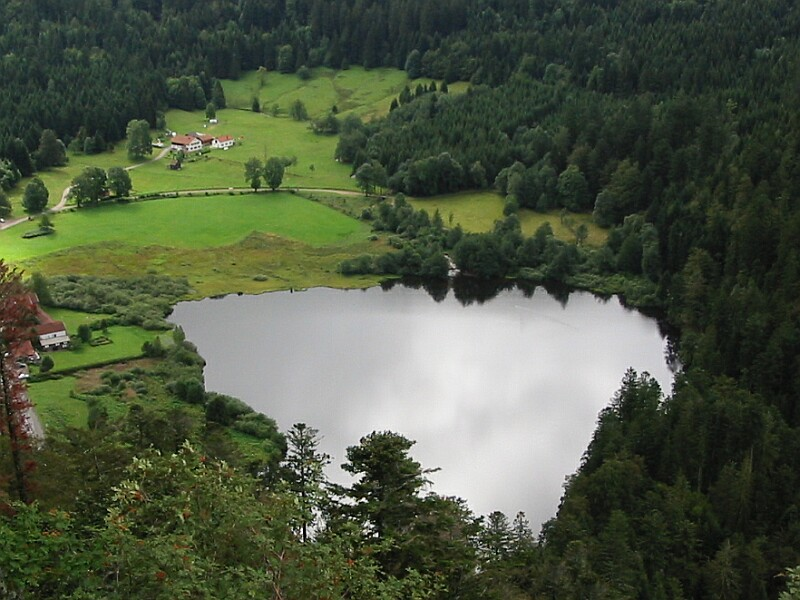
Lac de Retournemer.

Comme pour n'importe quel patois, il existe des variantes selon les secteurs. Pour désigner un lac, on dit : 
- Mwâ (vallées vosgiennes méridionales) ;
- Mô (vallées vosgiennes du centre-sud au centre-nord).

Il semble masculin ou féminin selon les endroits. 
En patois vosgien, l'adjectif épithète est le plus souvent placé devant le nom qu'il qualifie. Cela explique le fait que mer se retrouve en deuxième position dans les mots composés comme dans Longemô pour Longemer. 
Mais s'il est traduit en français standard, l'ordre patoisant n'est pas toujours respecté :
- Lè bianche mo: le Lac blanc ou Blanchemer
- Lè nore mo : le Lac noir

## Le cas de Gérardmer
Le nom de la ville de Gérardmer, située en bordure du lac du même nom, prête néanmoins à confusion quand on ne le prononce pas sous sa forme patoise. La graphie mer correspond bien à la forme la plus ancienne Geramer en 1285, mais il s'est produit plus tard une confusion avec un autre appellatif Meix, attesté dans les formes Giralmeiz, Giralmeix du XIVe siècle et c'est pourquoi il ne faut pas prononcer [ ʒeʁaʁmɛʁ]), mais [ ʒeʁaʁme]). Il est probable qu'il y ait eu deux toponymes distincts à l'origine, celui désignant le lac *Geraldmer et celui désignant une habitation située à côté *Geraldmeiz. Ce genre de couple étant souvent observé dans la toponymie (ex : Gatteville-le-Phare et son étang de Gattemare, Manche).

## Toponymes en-meren France
- Mortemer
- Cambremer

## Étymologie
L'appellatif mer remonte ultimement au germanique commun *mari, lui-même issu de l'indo-européen *mori « marais, lac, étendue d'eau limitée ». Du germanique commun sont issus le vieux norrois marr (d'où le français mare), le vieil anglais mere, le vieux saxon meri, le vieux bas francique *meri / *mari (néerlandais meer, français -mer, marais, marécage), vieux haut-allemand mari / meri (allemand Meer « mer »), le gotique mari-, marei. La racine *mori s'est aussi perpétuée dans d'autres langues indo-européennes : latin mare (neutre) > italien mare « mer », français mer (féminin) ; celtique commun *mori « mer » > gaulois mori-, more, irlandais muir, gallois môr, breton mor ; ainsi que dans le vieux slave morje ,,.